# Нова (альбом)
Нова — студійний альбом української співачки Ірини Білик.

## Перелік пісень
1. Нова (dance remix)
2. Ніч як ніч
3. Дорога в нікуди
4. Парами
5. Після кохання (remix)
6. Божевільна (dance remix)
7. Ти мій
8. Я розкажу
9. Хочу
10. Годі вже
11. Після кохання (dubmix)